# Summe sacerdot d'Israel

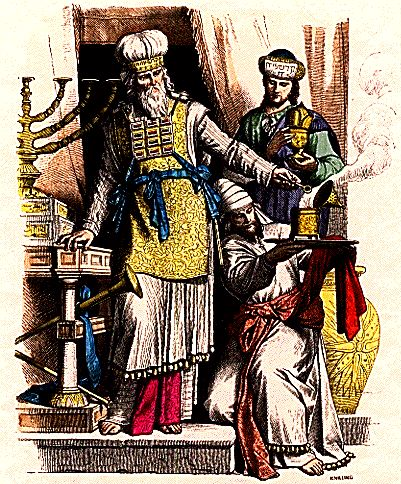
Gravat d'un summe sacerdot d'Israel

El summe sacerdot d'Israel (en hebreu: כהן גדול) (transliterat: Cohen Gadol) era un levita escollit cap de tots els jueus, responsable principal del Temple de Jerusalem, administrador, president del Sanedrí i gran conseller des de l'arribada dels jueus a Canaan fins a la destrucció del Temple de Jerusalem i la posterior deportació a Babilònia.
Era l'únic mortal a qui li era permès entrar a la part més íntima, sagrada i important del Temple: el Santíssim o sancta sanctorum. Ho feia tres cops, un sol dia a l'any (el Yom Kippur o Dia de l'Expiació, instituït per Jahvè).
El primer entrava amb encens a l'altar, el segon cop amb la sang d'un brau com a ofrena pel pecat de la tribu sacerdotal, i finalment entrava amb la sang d'un boc, l'ofrena pel pecat del poble d'Israel. Ja dins del Santíssim, el summe sacerdot esquitxava amb la sang dels animals el terra davant de l'Arca de l'Aliança.